# Крчово (Грчка)
Крчово или Крчево (грч. Καρυδοχώρι, Каридохори) је насељено место у општини Синтика у периферији Средишња Македонија, Грчка. Према попису из 2021. године било је 60 становника.
Према бугарском географу и историчару, Василу Канчову, у Крчову је 1900. године живело 1.150 Словена хришћана. Током Другог балканског село је настрадало од грчке војске и због злочина које је починила око 200 словенских породица је избегло у Бугарску (претежно Сандански, Петрово, Илинденци и Гоце Делчев у бугарском делу Македоније). Од 1923. до 1924. године већи део словенског становништва је принудно исељен (486 особа) а на њихово место је насељено 43 грчких избегличких породица, укупно 170 особа. На попису из 1928. године Крчово је имало 260 становника, од чега је било 76 Словена.